# The Game Awards 2023
The Game Awards 2023 foi a décima cerimônia de premiação anual do The Game Awards, na qual homenageou os melhores jogos eletrônicos de 2023. Foi apresentada por Geoff Keighley, criador e produtor da cerimônia, e realizada ao vivo para um público no Peacock Theater em Los Angeles no dia 7 de dezembro de 2023, bem como transmitida ao vivo. O pré-show foi apresentado por Sydnee Goodman. O evento contou com apresentações musicais de Loren Allred, Heilung e Old Gods of Asgard, além de participações especiais de celebridades como Timothée Chalamet, Christopher Judge e Matthew McConaughey.
Baldur's Gate III liderou a premiação com nove indicações e seis vitórias, incluindo Jogo do Ano e "Melhor Performance" para Neil Newbon. Vários novos jogos foram anunciados durante o evento, incluindo Marvel's Blade, Lost Records: Bloom & Rage e Visions of Mana. A cerimônia foi vista por mais de 118 milhões de pessoas, o maior recorde da sua história, com mais de 17.000 transmissões simultâneas de criadores de conteúdo. Alguns jornalistas criticaram o evento por priorizar anúncios e celebridades em vez das premiações, além da não reconhecer as demissões na indústria e ignorar a crise humanitária na Faixa de Gaza.

## Vencedores e indicados
Os indicados foram anunciados em 13 de novembro de 2023. Qualquer jogo lançado para consumo público até 17 de novembro de 2023 era considerado elegível. Os indicados foram compilados por um júri composto por membros de mais de 100 meios de comunicação de todo o mundo. Júris especializados decidiram os indicados para categorias como acessibilidade, adaptação e esporte eletrônico. Os vencedores são determinados entre o júri (90% de impacto nos resultados finais) e a votação do público (10%); este último é realizado através do site oficial e no servidor Discord até 6 de dezembro. A exceção é o prêmio "Voz dos Jogadores", que é totalmente nomeado e votado pelo público, com a votação sendo aberta em 27 de novembro. De acordo com Keighley, a votação no site no primeiro dia teve um aumento de 73% em relação ao ano anterior.
O The Game Awards fez uma parceria com a Nighttimes e a Studio 568 para criar um mundo central dentro do jogo Fortnite. Disponível a partir de 14 de novembro, esse hub permitiu que os jogadores votassem em suas ilhas favoritas criadas por usuários entre dez indicados; o vencedor foi anunciado durante a cerimônia. Keighley vinha buscando criar mais eventos dentro de jogos desde que apresentou um show ao vivo no Fortnite em 2019. Ele pretende possibilitar a visualização ao vivo do The Game Awards dentro do jogo no futuro, considerando esse método de publicidade mais eficaz do que o marketing tradicional, como outdoors. De acordo com Keighley, o hub central ultrapassou um milhão de acessos em três dias, contando com mais de 875.000 jogadores únicos.

### Categorias
Títulos em negrito e listados em primeiro venceram nas respectivas categorias:

#### Jogos eletrônicos
| Jogo do Ano | Melhor Direção de Jogo |
| --- | --- |
| - Baldur's Gate III – Larian Studios - Alan Wake 2 – Remedy Entertainment / Epic Games Publishing - The Legend of Zelda: Tears of the Kingdom – Nintendo EPD / Nintendo - Marvel's Spider-Man 2 – Insomniac Games / Sony Interactive Entertainment - Resident Evil 4 – Capcom - Super Mario Bros. Wonder – Nintendo EPD / Nintendo | - Alan Wake 2 – Remedy Entertainment / Epic Games Publishing - Baldur's Gate III – Larian Studios - The Legend of Zelda: Tears of the Kingdom – Nintendo EPD / Nintendo - Marvel's Spider-Man 2 – Insomniac Games / Sony Interactive Entertainment - Super Mario Bros. Wonder – Nintendo EPD / Nintendo                                                  |
| Melhor Narrativa | Melhor Direção de Arte |
| - Alan Wake 2 – Remedy Entertainment / Epic Games Publishing - Baldur's Gate III – Larian Studios - Cyberpunk 2077: Phantom Liberty – CD Projekt Red / CD Projekt - Final Fantasy XVI – Square Enix - Marvel's Spider-Man 2 – Insomniac Games / Sony Interactive Entertainment | - Alan Wake 2 – Remedy Entertainment / Epic Games Publishing - Hi-Fi Rush – Tango Gameworks / Bethesda Softworks - The Legend of Zelda: Tears of the Kingdom – Nintendo EPD / Nintendo - Lies of P – Round8 Studio / Neowiz - Super Mario Bros. Wonder – Nintendo EPD / Nintendo                                                                         |
| Melhor Trilha Sonora | Melhor Design de Áudio |
| - Final Fantasy XVI – Masayoshi Soken - Alan Wake 2 – Petri Alanko - Baldur's Gate III – Borislav Slavov - Hi-Fi Rush – Shuichi Kobori - The Legend of Zelda: Tears of the Kingdom – Nintendo | - Hi-Fi Rush – Tango Gameworks / Bethesda Softworks - Alan Wake 2 – Remedy Entertainment / Epic Games Publishing - Dead Space – Motive Studios / Electronic Arts - Marvel's Spider-Man 2 – Insomniac Games / Sony Interactive Entertainment - Resident Evil 4 – Capcom                                                                                   |
| Melhor Performance | Jogo Mais Impactante |
| - Neil Newbon como Astarion – Baldur's Gate III - Idris Elba como Solomon Reed – Cyberpunk 2077: Phantom Liberty - Melanie Liburd como Saga Anderson – Alan Wake 2 - Yuri Lowenthal como Peter Parker / Spider-Man – Marvel's Spider-Man 2 - Cameron Monaghan como Cal Kestis – Star Wars Jedi: Survivor - Ben Starr como Clive Rosfield – Final Fantasy XVI | - Tchia – Awaceb - A Space for the Unbound – Mojiken Studio / Toge Productions - Chants of Sennaar – Rundisc / Focus Entertainment - Goodbye Volcano High – KO_OP - Terra Nil – Free Lives / Devolver Digital - Venba – Visai Games |
| Melhor Jogo Contínuo | Melhor Jogo Independente |
| - Cyberpunk 2077 – CD Projekt Red / CD Projekt - Apex Legends – Respawn Entertainment / Electronic Arts - Final Fantasy XIV – Square Enix - Fortnite – Epic Games - Genshin Impact – miHoYo | - Sea of Stars – Sabotage Studio - Cocoon – Geometric Interactive / Annapurna Interactive - Dave the Diver – Mintrocket - Dredge – Black Salt Games / Team17 - Viewfinder – Sad Owl Studios / Thunderful Publishing |
| Melhor Jogo Mobile | Melhor Suporte à Comunidade |
| - Honkai: Star Rail – HoYoverse - Final Fantasy VII: Ever Crisis – Applibot, Square Enix Creative Business Unit I / Square Enix - Hello Kitty Island Adventure – Sunblink - Monster Hunter Now – Niantic, Capcom - Terra Nil – Free Lives / Devolver Digital | - Baldur's Gate III – Larian Studios - Cyberpunk 2077 – CD Projekt Red / CD Projekt - Destiny 2 – Bungie - Final Fantasy XIV – Square Enix - No Man's Sky – Hello Games |
| Melhor Jogo de VR/AR | Inovação em Acessibilidade |
| - Resident Evil Village – Capcom - Gran Turismo 7 – Polyphony Digital / Sony Interactive Entertainment - Humanity – tha LTD. / Enhance Games - Horizon Call of the Mountain – Guerrilla Games, Firesprite / Sony Interactive Entertainment - Synapse – nDreams | - Forza Motorsport – Turn 10 Studios / Xbox Game Studios - Diablo IV – Blizzard Team 3, Blizzard Albany / Blizzard Entertainment - Hi-Fi Rush – Tango Gameworks / Bethesda Softworks - Marvel's Spider-Man 2 – Insomniac Games / Sony Interactive Entertainment - Mortal Kombat 1 – NetherRealm Studios / Warner Bros. Games - Street Fighter 6 – Capcom |
| Melhor Jogo de Ação | Melhor Jogo de Ação-aventura |
| - Armored Core VI: Fires of Rubicon – FromSoftware / Bandai Namco Entertainment - Dead Island 2 – Dambuster Studios / Deep Silver - Ghostrunner 2 – One More Level / 505 Games - Hi-Fi Rush – Tango Gameworks / Bethesda Softworks - Remnant 2 – Gunfire Games / Gearbox Publishing | - The Legend of Zelda: Tears of the Kingdom – Nintendo EPD / Nintendo - Alan Wake 2 – Remedy Entertainment / Epic Games Publishing - Marvel's Spider-Man 2 – Insomniac Games / Sony Interactive Entertainment - Resident Evil 4 – Capcom - Star Wars Jedi: Survivor – Respawn Entertainment / Electronic Arts                                            |
| Melhor Jogo de RPG | Melhor Jogo de Luta |
| - Baldur's Gate III – Larian Studios - Final Fantasy XVI – Square Enix - Lies of P – Round8 Studio / Neowiz - Sea of Stars – Sabotage Studio - Starfield – Bethesda Game Studios / Bethesda Softworks | - Street Fighter 6 – Capcom - God of Rock – Modus Games - Mortal Kombat 1 – NetherRealm Studios / Warner Bros. Games - Nickelodeon All-Star Brawl 2 – Fair Play Labs / GameMill Entertainment - Pocket Bravery – Statera Studio / PQube |
| Melhor Jogo para Família | Melhor Jogo de Esporte/Corrida |
| - Super Mario Bros. Wonder – Nintendo EPD / Nintendo - Disney Illusion Island – Dlala Studios / Disney Electronic Content - Party Animals – Recreate Games / Source Technology - Pikmin 4 – Nintendo EPD / Nintendo - Sonic Superstars – Arzest, Sonic Team / Sega | - Forza Motorsport – Turn 10 Studios / Xbox Game Studios - EA Sports FC 24 – EA Vancouver, EA Romania / EA Sports - F1 23 – Codemasters / EA Sports - Hot Wheels Unleashed 2: Turbocharged – Milestone - The Crew Motorfest – Ubisoft Ivory Tower / Ubisoft                                                                                              |
| Melhor Jogo de Simulação/Estratégia | Melhor Jogo Multiplayer |
| - Pikmin 4 – Nintendo EPD / Nintendo - Advance Wars 1+2: Re-Boot Camp – WayForward / Nintendo - Cities: Skylines II – Colossal Order / Paradox Interactive - Company of Heroes 3 – Relic Entertainment / Sega - Fire Emblem Engage – Intelligent Systems / Nintendo | - Baldur's Gate III – Larian Studios - Diablo IV – Blizzard Team 3, Blizzard Albany / Blizzard Entertainment - Party Animals – Recreate Games / Source Technology - Street Fighter 6 – Capcom - Super Mario Bros. Wonder – Nintendo EPD / Nintendo |
| Melhor Estreia Independente | Jogo Mais Aguardado |
| - Cocoon – Geometric Interactive / Annapurna Interactive - Dredge – Black Salt Games / Team17 - Pizza Tower – Tour De Pizza - Venba – Visai Games - Viewfinder – Sad Owl Studios / Thunderful Publishing | - Final Fantasy VII Rebirth – Square Enix Creative Business Unit I / Square Enix - Hades II – Supergiant Games - Like a Dragon: Infinite Wealth – Ryu Ga Gotoku Studio / Sega - Star Wars Outlaws – Massive Entertainment / Ubisoft - Tekken 8 – Bandai Namco Studios, Arika / Bandai Namco Entertainment                                                |
| Melhor Adaptação | Voz dos Jogadores |
| - The Last of Us (série de televisão) – HBO; baseado em The Last of Us da Sony Interactive Entertainment - Castlevania: Nocturne (série de anime) – Netflix; baseado em Castlevania da Konami - Gran Turismo (filme) – Sony Pictures; baseado em Gran Turismo da Sony Interactive Entertainment - The Super Mario Bros. Movie (filme animado) – Universal Pictures; baseado em Mario da Nintendo - Twisted Metal (série de televisão) – Peacock; baseado em Twisted Metal da Sony Interactive Entertainment | - Baldur's Gate III – Larian Studios - Cyberpunk 2077: Phantom Liberty – CD Projekt Red / CD Projekt - Genshin Impact – miHoYo / HoYoverse - The Legend of Zelda: Tears of the Kingdom – Nintendo EPD / Nintendo - Marvel's Spider-Man 2 – Insomniac Games / Sony Interactive Entertainment                                                              |

#### E-Sports e criadores de conteúdo
| Melhor Jogo de eSports | Melhor Jogador de eSports |
| --- | --- |
| - Valorant – Riot Games - Counter-Strike 2 – Valve - Dota 2 – Valve - League of Legends – Riot Games - PUBG Mobile – Lightspeed & Quantum Studio / Level Infinite | - Lee "Faker" Sang-hyeok (T1, League of Legends) - Phillip "ImperialHal" Dosen (TSM, Apex Legends) - Mathieu "ZywOo" Herbaut (Team Vitality, Counter-Strike: Global Offensive) - Park "Ruler" Jae-hyuk (JD Gaming, League of Legends) - Max "Demon1" Mazanov (Evil Geniuses, Valorant) - Paco "HyDra" Rusiewiez (New York Subliners, Call of Duty) |
| Melhor Time de eSports | Melhor Treinador de eSports |
| - JD Gaming (League of Legends) - Evil Geniuses (Valorant) - Fnatic (Valorant) - Gaimin Gladiators (Dota 2) - Team Vitality (Counter-Strike 2)                    | - Christine "potter" Chi (Evil Geniuses, Valorant) - Jordan "Gunba" Graham (Florida Mayhem, Overwatch 2) - Rémy "XTQZZZ" Quoniam (Team Vitality, Counter-Strike: Global Offensive) - Danny "zonic" Sørensen (Team Falcons, Counter-Strike: Global Offensive) - Yoon "Homme" Sung-young (JD Gaming, League of Legends)                              |
| Melhor Evento de eSports | Criador de Conteúdo do Ano |
| - League of Legends World Championship 2023 - BLAST.tv Paris Major 2023 - Evo 2023 - The International 2023 - Valorant Champions de 2023                          | - Ironmouse - People Make Games - Quackity - Spreen - SypherPK |

## Jogos com múltiplas indicações

### Múltiplas indicaçoes
Baldur's Gate III liderou o número de indicações da cerimônia, com nove nomeações, seguido por Alan Wake 2 e Marvel's Spider-Man 2 com oito. A Nintendo liderou como a publicadora com o maior número de indicações, com 15, seguida pela Epic Games e Sony Interactive Entertainment com 10. Além das publicadoras, a PlayStation Productions recebeu três indicações para seus produtos de cinema e televisão em "Melhor Adaptação", e a Sony Pictures Television recebeu duas.
| Indicações | Jogo                                      |
| ---------- | ----------------------------------------- |
| 9          | Baldur's Gate III                         |
| 8          | Alan Wake 2                               |
| 8          | Marvel's Spider-Man 2                     |
| 6          | The Legend of Zelda: Tears of the Kingdom |
| 5          | Cyberpunk 2077                            |
| 5          | Hi-Fi Rush                                |
| 5          | Super Mario Bros. Wonder                  |
| 4          | Final Fantasy XVI                         |
| 3          | Resident Evil 4                           |
| 3          | Street Fighter 6                          |
| 2          | Cocoon                                    |
| 2          | Diablo IV                                 |
| 2          | Dredge                                    |
| 2          | Final Fantasy XIV                         |
| 2          | Forza Motorsport                          |
| 2          | Genshin Impact                            |
| 2          | Lies of P                                 |
| 2          | Mortal Kombat 1                           |
| 2          | Party Animals                             |
| 2          | Pikmin 4                                  |
| 2          | Sea of Stars                              |
| 2          | Star Wars Jedi: Survivor                  |
| 2          | Terra Nil                                 |
| 2          | Venba                                     |
| 2          | Viewfinder                                |

| Indicações | Publicadora                    |
| ---------- | ------------------------------ |
| 15         | Nintendo                       |
| 10         | Sony Interactive Entertainment |
| 9          | Epic Games                     |
| 9          | Larian Studios                 |
| 8          | Capcom                         |
| 8          | Square Enix                    |
| 6          | Bethesda Softworks             |
| 5          | CD Projekt                     |
| 4          | Electronic Arts                |
| 4          | Riot Games                     |
| 4          | Sega                           |
| 3          | HoYoverse                      |
| 2          | Annapurna Interactive          |
| 2          | Bandai Namco Entertainment     |
| 2          | Blizzard Entertainment         |
| 2          | Devolver Digital               |
| 2          | EA Sports                      |
| 2          | HoYoverse                      |
| 2          | Neowiz                         |
| 2          | Sabotage Studio                |
| 2          | Source Technology              |
| 2          | Team17                         |
| 2          | Thunderful Publishing          |
| 2          | Ubisoft                        |
| 2          | Visai Games                    |
| 2          | Warner Bros. Games             |
| 2          | Xbox Game Studios              |

### Múltiplos prêmios
Baldur's Gate III (Larian Studios) liderou a premiação com seis vitórias, seguido por Alan Wake 2 (Epic Games) com três e Forza Motorsport (Xbox Game Studios) com duas. A Nintendo também ganhou três prêmios, enquanto Capcom e Square Enix levaram dois cada.
| Prêmios | Jogo              |
| ------- | ----------------- |
| 6       | Baldur's Gate III |
| 3       | Alan Wake 2       |
| 2       | Forza Motorsport  |

| Prêmios | Publicadora       |
| ------- | ----------------- |
| 6       | Larian Studios    |
| 3       | Epic Games        |
| 3       | Nintendo          |
| 2       | Capcom            |
| 2       | Square Enix       |
| 2       | Xbox Game Studios |